# Rinascita Basket Rimini 2025-2026
Questa voce raccoglie le informazioni riguardanti Rinascita Basket Rimini, sponsorizzata Dole, nelle competizioni ufficiali della stagione 2025-2026.

## Stagione
Sul fronte del main sponsor, dopo cinque stagioni con RivieraBanca (che rimane comunque tra gli sponsor minori), viene siglato un accordo più redditizio con Dole, multinazionale produttrice di frutta.
Rispetto alla stagione precedente restano in squadra Robinson, Marini, Camara, Tomassini, e Simioni, oltre allo staff tecnico e alla dirigenza. Il giovane Sankare, rimasto fermo nella scorsa stagione per infortunio, viene promosso a decimo uomo del roster.
Il nuovo straniero è l'ala grande ex Fortitudo e Brindisi Ogden, mentre tra gli italiani arrivano Pollone da Forlì e Leardini da Vigevano. In aggiunta, Grande chiede la cessione ad Avellino e la società, contrariata dalla richiesta, lo accontenta a luglio solo dopo aver definito l'ingaggio di Denegri dalla Serie A e incassato il pagamento di un buyout.

## Roster
| Rinascita Basket Rimini 2025-2026 | Rinascita Basket Rimini 2025-2026 |
| Giocatori                         | Staff tecnico                     |
| --------------------------------- | --------------------------------- |

| N. | Naz.                   | Ruolo | Nome               | Anno | Alt.   | Peso   |  |
| -- | ---------------------- | ----- | ------------------ | ---- | ------ | ------ |  |
| 00 | Italia (bandiera)      | A     | Giacomo Leardini   | 1999 | 198 cm | 100 kg |  |
| 7  | Italia (bandiera)      | G     | Giovanni Tomassini | 1988 | 188 cm | 84 kg  |  |
| 11 | Italia (bandiera)      | PG    | Davide Denegri     | 1998 | 184 cm | 80 kg  |  |
| 12 | Senegal (bandiera)     | A     | Assane Sankare     | 2007 | 204 cm | 100 kg |  |
| 13 | Italia (bandiera)      | GA    | Pierpaolo Marini   | 1993 | 193 cm | 87 kg  |  |
| 17 | Stati Uniti (bandiera) | A     | Mark Ogden         | 1994 | 206 cm | 95 kg  |  |
| 18 | Italia (bandiera)      | GA    | Luca Pollone       | 1997 | 197 cm | 92 kg  |  |
| 22 | Stati Uniti (bandiera) | PG    | Gerald Robinson    | 1989 | 188 cm | 80 kg  |  |
| 27 | Italia (bandiera)      | C     | Alessandro Simioni | 1998 | 206 cm | 110 kg |  |
| 29 | Senegal (bandiera)     | C     | Gora Camara        | 2001 | 214 cm | 114 kg |  |

| Allenatore |
| - Sandro Dell'Agnello |
| Assistente/i |
| - Sergio Luise - Filippo Calzolari Legenda - (C) Capitano - (IN) Inattivo - Infortunato Roster Aggiornato al: 16 luglio 2025 |

## Mercato

### Sessione estiva
| Acquisti | Acquisti         | Acquisti          | Acquisti       | Acquisti |
| R.       | Nome             | da                | Data           |          |
| -------- | ---------------- | ----------------- | -------------- | -------- |
| A        | Mark Ogden       | N.B. Brindisi     | 27 giugno 2025 |          |
| A        | Giacomo Leardini | Pall. Vigevano    | 30 giugno 2025 |          |
| A        | Luca Pollone     | Pall. Forlì 2.015 | 2 luglio 2025  |          |
| PG       | Davide Denegri   | Derthona Basket   | 12 luglio 2025 |          |

| Cessioni | Cessioni          | Cessioni            | Cessioni       | Cessioni |
| R.       | Nome              | a                   | Data           |          |
| -------- | ----------------- | ------------------- | -------------- | -------- |
| AC       | Justin Johnson    | Scaligera Verona    | 22 giugno 2025 |          |
| A        | Simon Anumba      | Fortitudo Bologna   | 26 giugno 2025 |          |
| GA       | Luca Conti        | Benedetto XIV Cento | 7 luglio 2025  |          |
| A        | Stefano Masciadri | Pall. Forlì 2.015   | 8 luglio 2025  |          |
| A        | Francesco Bedetti | Rucker SanVe        | 16 luglio 2025 |          |
| PG       | Alessandro Grande | Avellino Basket     | 16 luglio 2025 |          |

### Dopo l'inizio della stagione
| Acquisti | Acquisti | Acquisti | Acquisti | Acquisti |
| R.       | Nome     | da       | Data     |          |
| -------- | -------- | -------- | -------- | -------- |

| Cessioni | Cessioni | Cessioni | Cessioni | Cessioni |
| R.       | Nome     | a        | Data     |          |
| -------- | -------- | -------- | -------- | -------- |